# یانیق الز
یانیق الز (به لاتین: Yanıq Ələz) یک منطقه مسکونی در جمهوری آذربایجان است که در شهرستان سیاه‌زن واقع شده‌است. یانیق الز ۴۸ نفر جمعیت دارد.